# 구로마쓰역 (시마네현)
구로마쓰역(일본어: 黒松駅)은 일본 시마네현 고쓰시에 있는 서일본 여객철도 산인 본선의 철도역이다.

## 역 구조
섬식 1면 2선의 플랫폼을 가진, 엇갈림이 가능한 지상역이다. 하마다 철도부 관리의 무인역으로 역사는 없고, 마스다 보다 바다 쪽의 구내 건널목부터 직접 승강장에 들어가는 모양으로 되어 있다. 승강장 위에는 승차역 증명서 발행기가 설치되어 있지만, 현재는 철거되었다.
| 플랫폼      | 노선        | 방향   | 행선지                 |
| ----------- | ----------- | ------ | ---------------------- |
| 1 (입구 쪽) | ■ 산인 본선 | 상행선 | 이즈모시 · 마쓰에 방면 |
| 2 (반대 쪽) | ■ 산인 본선 | 하행선 | 하마다 · 마스다 방면   |

## 역 주변
- 구로마쓰 해수욕장

## 이용 현황
| 승차 인원 추이 | 승차 인원 추이 |
| 연도           | 1일 평균       |
| -------------- | -------------- |
| 1999           | 51             |
| 2000           | 55             |
| 2001           | 42             |
| 2002           | 39             |
| 2003           | 41             |
| 2004           | 43             |
| 2005           | 34             |
| 2006           | 25             |
| 2007           | 26             |
| 2008           | 26             |
| 2009           | 23             |
| 2010           | 24             |

## 인접 역
| 서일본 여객철도 산인 본선  | 서일본 여객철도 산인 본선 | 서일본 여객철도 산인 본선 |
| -------------------------- | ------------------------- | ------------------------- |
| 이와미후쿠미쓰 요나고 방면 | ■ 산인 본선               | 아사리 마스다 방면        |